# Lehuntze
Lehuntze (en francès i oficialment Lahonce) és un municipi d'Iparralde al territori de Lapurdi, que pertany administrativament al departament dels Pirineus Atlàntics (regió de la Nova Aquitània).
Lahonce limita al nord amb Tarnos i Saint-Martin-de-Seignanx, del departament de Landes, a l'est amb Urketa, a l'oest amb Baiona i al sud amb Muguerre.

## Demografia
| 1901 | 1962 | 1968 | 1975 | 1982 | 1990 | 1999 |
| ---- | ---- | ---- | ---- | ---- | ---- | ---- |
| 579  | 581  | 616  | 820  | 1124 | 1496 | 1890 |
|      |      |      |      |      |      |      |